# Sergey Smirnov
Sergey Smirnov  (né le 17 septembre 1960 à Leningrad - mort le 18 septembre 2003) est un athlète russe concourant pour l'URSS, spécialiste du lancer du poids. 

## Biographie
Médaillé de bronze du lancer du poids lors des Championnats du monde en salle de 1987, à Indianapolis, il s'adjuge deux médailles continentales lors des Championnats d'Europe en salle 1986 (argent) et 1987 (bronze).
Il est l'actuel détenteur des records de Russie du lancer du poids : en plein air avec un jet à 22,24 m (1986), et en salle avec la marque de 21,40 m (1987).
Il remporte les championnats d'URSS en plein air en 1985, 1986 et 1987, et s'adjuge le titre en salle en 1987, 1990 et 1991. 

### Palmarès
| Date | Compétition                    | Lieu         | Résultat | Performance |
| ---- | ------------------------------ | ------------ | -------- | ----------- |
| 1983 | Universiade                    | Edmonton     | 3e       | 19,61 m     |
| 1985 | Coupe du monde des nations     | Canberra     | 2e       | 21,72 m     |
| 1986 | Championnats d'Europe en salle | Madrid       | 2e       | 20,36 m     |
| 1986 | Goodwill Games                 | Moscou       | 1er      | 21,79 m     |
| 1987 | Championnats du monde en salle | Indianapolis | 3e       | 20,67 m     |
| 1987 | Championnats d'Europe en salle | Liévin       | 3e       | 20,97 m     |
| 1988 | Jeux olympiques                | Séoul        | 8e       | 20,36 m     |
| 1990 | Championnats d'Europe          | Split        | 4e       | 20,45 m     |
| 1991 | Championnats du monde en salle | Séville      | 9e       | 18,87 m     |
| 1993 | Championnats du monde en salle | Toronto      | 7e       | 19,59 m     |

### Records
| Épreuve         | Épreuve   | Performance | Lieu    | Date           |
| --------------- | --------- | ----------- | ------- | -------------- |
| Lancer du poids | Plein air | 22,24 m     | Tallinn | 21 juin 1986   |
| Lancer du poids | Salle     | 21,40 m     | Penza   | 6 février 1987 |